# Villalet
 Villalet  là một xã thuộc tỉnh Eure trong vùng Normandie miền bắc nước Pháp.